# Überbrückungsbeihilfe
In Deutschland bezeichnet eine Überbrückungsbeihilfe allgemein eine Leistung an Arbeitnehmer, die aus betrieblichen Gründen entlassen wurden und denen so ein Umstieg in eine andere Beschäftigung ermöglicht werden soll. Eine solche Leistung wird allgemein in einem Tarifvertrag festgelegt.
Die bekannteste Überbrückungsbeihilfe und die einzige Leistung, die durchgehend so bezeichnet wird, ist die Überbrückungsbeihilfe für zivile Beschäftigte der in Deutschland stationierten alliierten Truppen in Westdeutschland und in West-Berlin. Hiermit sollen soziale Härten abgemildert werden, die dadurch entstehen, dass durch den Abzug der alliierten Truppen aus Deutschland zivile Arbeitsstellen entfallen und insbesondere die Betroffenen beim Übergang zu einer Beschäftigung in der freien Wirtschaft unterstützt werden. Diese Leistung wird nicht vom Arbeitgeber, sondern aus Mitteln des Bundes finanziert.
Überbrückungsbeihilfe erhält nur, wer zum Zeitpunkt der Entlassung:
- 40 Jahre oder älter ist
- mindestens zehn Beschäftigungsjahre aufweisen kann
- mindestens ein Jahr mit einer Wochenarbeitszeit von mindestens 18 Stunden beschäftigt ist
- seinen Wohnsitz in den letzten fünf Jahren in Deutschland gehabt hat, wobei Sonderregelungen für Grenzgänger aus der EU gelten
- keine andere zumutbare Beschäftigung bei den alliierten Truppen aufnehmen kann

Voraussetzung ist zudem, dass man Arbeitseinkommen erzielt oder bestimmte Lohnersatzleistungen (Arbeitslosengeld, Arbeitslosengeld II, Krankengeld, Verletztengeld, Mutterschaftsgeld, Transferkurzarbeitergeld) erhält. Die Überbrückungsbeihilfe soll nur andere Leistungen auf das Niveau der Tätigkeit bei den alliierten Truppen aufstocken, jedoch keine selbständige Leistung zum Lebensunterhalt sein.
Die Dauer der Leistung ist nach Lebensalter und Anzahl der Beschäftigungsjahre gestaffelt; sie beträgt mindestens zwei Jahre und kann bei langjähriger Beschäftigung und hohen Lebensalter auch unbefristet geleistet werden. Die Leistung endet jedoch in jedem Fall, sobald ein Anspruch auf eine Altersrente (auch mit Abschlägen) der gesetzlichen Rentenversicherung oder einer privaten Lebensversicherung besteht, eine Rente wegen voller Erwerbsminderung bezogen wird oder der Arbeitnehmer aus einem neuen Beschäftigungsverhältnis fristlos entlassen wird.
Bestimmte Leistungen werden auf die Überbrückungsbeihilfe angerechnet, so etwa Weihnachts- und Urlaubsgeld, Abfindungen und Urlaubsabgeltungen, Renten der gesetzlichen Rentenversicherung und der Unfallversicherung, sonstige Versorgungsbezüge (z. B. Renten aus einem Drittstaat) sowie nebenberufliche oder ehrenamtliche Einnahmen.
Überbrückungsbeihilfe bleibt bei der Berechnung des Arbeitslosengeldes II als Einkommen unberücksichtigt.